# Keleti Juliska
Keleti Juliska, születési nevén Lampel Júlia (Miskolc, 1886. augusztus 4. – New York, 1972. január 1.) színésznő.

## Pályafutása
Lampel Ferdinánd szabó és Spitz Berta leányaként született zsidó családban. 1901. október 1-jén lépett színpadra Krémer Sándor társulatánál. Ezután a Magyar Színházhoz szerződtették, majd amikor Beöthy László drámai színházat csinált a Magyar Színházból, Keleti Juliska jobb szerződés híján a Bonbonniére-kabaréhoz szerződött és annak kis színpadáról is csakhamar meghódította a közönséget. A Vígszínházban ő játszotta Kálmán Imre első operettsikerében, a Tatárjárásban Riza grófnőt, és olyan sikere volt e szerepével, mint Kornai Bertának Mogyoróssy önkéntessel. Nem sokkal vígszínházi szereplése után – budapesti sikere és népszerűsége dacára – kiköltözött az Amerikai Egyesült Államokba, ahol folytatta színészi pályáját. A legelőkelőbb tengerentúli színpadokon játszott, Magyarországra már csak döntő sikereinek híre érkezett meg. 1924. augusztus 23-tól a Fővárosi Operettszínház vendége volt, ahol a Párizsi lány című operettben volt az első fellépése. Betétképpen egy amerikai dalt énekelt Kisasszony, kisasszony kezdettel, amely igen hosszú időn keresztül egyike volt a legnépszerűbb melódiáknak. Ezután ismét Amerikába ment. 1928. december 19-én Honoluluban férjhez ment E. D. Fuller amerikai ügyvédhez, a Warner-Quinlau Olajtröszt elnökéhez. Első férjétől, Mahr Nándortól (1882–1921) született Klára nevű lánya, akiből szintén színésznő lett.